# Емельянов, Кирилл Леонидович
Кири́лл Леони́дович Емелья́нов (род. 15 апреля 1991, Москва, СССР) — российский актёр театра и кино, получивший известность благодаря сериалу «Кадетство» и киножурналу «Ералаш». Номинант на «Сезар» (2015), первый в истории российский актёр, номинированный на эту премию.

## Биография
Кирилл родился в актёрской семье. Уже с трёх лет мальчик практически каждые выходные посещал театр. У него была даже специальная «спектакльная» рубашка, которую он надевал исключительно в эти дни.
Актёрская деятельность Кирилла Емельянова началась в девять лет. Именно тогда к ним в школу пришли представители детского юмористического киножурнала «Ералаш» для того, чтобы найти подходящих ребят. Среди приглянувшихся им оказался и Кирилл.
В большое кино Кирилл попал в 2005 году. Вместе с Александром Головиным (тоже выходцем из «Ералаша») и Сергеем Рыченковым он снялся в драме Александра Атанесяна «Сволочи», рассказывающей о построенном спецслужбами в годы войны тайном лагере, где готовили юных диверсантов-смертников.
Начинающие актёры показали себя с самой лучшей стороны, и поэтому генеральный продюсер сериала «Кадетство» Вячеслав Муругов, недолго думая, пригласил нескольких ребят на пробы, из которых их прошли двое — Александр Головин и Кирилл Емельянов.
Вновь, как и в «Сволочах», Кириллу пришлось играть отрицательную роль — основного вредителя Сырникова. Он рассказывает: «Мой герой — сволочь. Мне было тяжело. Я даже специально просил найти ребят, которые делают гадости. Помогало вжиться в роль общение с суворовцами. С нами была целая рота, мы с ними общались».
Кирилл Емельянов учился в экстернате, по окончании которого он собирался поступить в театральный ВУЗ. «Меня больше никуда и не возьмут, я ничего не умею», — шутил юный актёр. Также являлся одним из ведущих второго сезона музыкального шоу «СТС зажигает суперзвезду!».
Окончил театральную школу № 123.
В 2007—2009 годах был студентом ГИТИСа (мастерская Иосифа Райхельгауза).
В 2007—2018 годах — актёр Московского театра «Школа современной пьесы».

## Личная жизнь
У Кирилла есть сестра Анастасия.
С 2010 по 2016 год был женат на актрисе Московского театра «Школа современной пьесы» Екатерине Директоренко (род. 20 мая 1984), сыгравшей в картинах «Штрафбат», «Сыщики-5», «Человек без пистолета» и ряде других фильмов и сериалов.
- Сын Степан (род. 06.02.2011).
- Сын Василий (род. 20.06.2013).

## Награды и номинации
- 17 ноября 2014 года за роль Марека/Руслана в фильме Робина Кампилло «Мальчики с Востока» вошёл в состоявший из 16 актёров лонг-лист 40-й церемонии вручения премии «Сезар» за заслуги в области французского кинематографа за 2014 год[2]. 28 января 2015 года стал номинантом в категории «Самый многообещающий актёр»[3].

## Санкции
В 2022 году актёр поддержал нападение России на Украину. 19 октября 2022 года внесён в санкционный список Украины за «поддержку путинского режима».

## Творческая деятельность

### Театральные работы

#### Московский театр «Школа современной пьесы»
- «Антон Чехов. Чайка» / «Борис Акунин. Чайка» (по пьесе «Чайка» А. П. Чехова, режиссёр Иосиф Райхельгауз) — Константин Гаврилович Треплев
- «Бабий дом» (по комедии А. А. Демахина, режиссёры: Валерий Караваев и Филипп Лось) — Переписчик
- «Вредные советы» (по фолк-рок-рэп-поп-фантазии для взрослеющих детей Г. Б. Остера, режиссёр Андрей Андреев) — Рыжий
- «Звёздная болезнь» (Труппа театра, режиссёр Иосиф Райхельгауз) — Мент
- 2010 — «Русское горе» (по мотивам комедии «Горе от ума» А. С. Грибоедова, режиссёр Иосиф Райхельгауз)
- 2010 — «Поле» (по пьесе П. Н. Пряжко, режиссёр Филипп Григорьян) — Костик
- 2011 — «Геймеры» (по пьесе Л. Наумова «Однажды в Маньчжурии», режиссёр Ольга Смирнова) — Унтер-офицер Адамов
- 2011 — «Медведь» (по памфлету Д. Л. Быкова, режиссёр Иосиф Райхельгауз) — Несогласный
- 2011 — «Самоубийство влюблённых на острове небесных сетей» (по пьесе Тикамацу Мондзаэмона, режиссёр Альберт Филозов)
- 2012 — «Подслушанное, подсмотренное, незаписанное» (авторы Евгений Гришковец, Иосиф Райхельгауз) — сюжет «Сватовство»
- 2014 — «Здесь живёт Нина» (по пьесе П. Бородиной, режиссёр Евгений Кочетков) — Валентин Михайлович, директор
- 2015 — «Монологи городов» (коллективная поэма) — Мурманск
- 2015 — «Часовщик» (по пьесе И. Зубкова, режиссёр Иосиф Райхельгауз) — Максим (мальчик)
- 2016 — «В поисках волшебства» (по пьесе М. Хейфеца, режиссёры Евгений Кочетков, Александр Цой) — Артист цирка
- 2016 — «Пока наливается пиво» (спектакль-импровизация, авторы Евгений Гришковец, Иосиф Райхельгауз) — бармен и собеседник Гришковца
- 2016 — «Prank» (по пьесе В. Алексеева, режиссёр Никита Бетехтин) — Иван Дорохов
- 2018 — «Телефонная комедия» (по пьесе В. Жеребцова «Позвоночница», режиссёр Константин Солдатов) — Коля Блинов

## Фильмография
| Год       |   | Название                                                                         | Роль                                     |
| --------- | - | -------------------------------------------------------------------------------- | ---------------------------------------- |
| 2006      | ф | Сволочи                                                                          | «Студер»                                 |
| 2006—2007 | с | Кадетство                                                                        | Алексей Сырников                         |
| 2008      | с | Марево                                                                           | эпизод (нет в титрах)                    |
| 2009—2010 | с | Кремлёвские курсанты                                                             | Алексей Вадимович Сырников               |
| 2009      | с | Победный ветер, ясный день                                                       | Виктор Печёнкин                          |
| 2010      | с | Глухарь. Возвращение (46-я серия. «Война»)                                       | студент                                  |
| 2011      | с | Пятницкий (18-я серия. «Пуговица»)                                               | Александр Нелидов                        |
| 2011      | с | Судьба на выбор (6-я серия. «Одарённость»)                                       | друг Кости                               |
| 2012      | с | СК (9-я серия. «Россия для русских?»)                                            | Андрей Шамакин                           |
| 2012      | с | Страна 03                                                                        | Кирилл Василенко, фельдшер скорой помощи |
| 2013      | с | Личная жизнь следователя Савельева (Фильм 11. «Гонка за выживание»)              | Константин Чернов                        |
| 2013      | ф | Мальчики с Востока / англ. Eastern Boys                                          | Марек/Руслан                             |
| 2013      | с | До свидания, мальчики                                                            | Николай Шаповалов                        |
| 2014      | с | Три звезды (22-я серия «Как трусливого Славу поймали на краже с проникновением») | оперативник                              |
| 2014      | с | Другой майор Соколов                                                             | Сергей Голубев                           |
| 2015      | с | Аргентина                                                                        | «смотрящий у нищих»                      |
| 2015      | с | Дед Мазаев и Зайцевы                                                             | «молодой папа»                           |
| 2015      | с | Как я стал русским                                                               | «телекорреспондент»                      |
| 2016      | с | Восьмидесятые-6                                                                  | «Петров»                                 |
| 2016      | с | Напарницы                                                                        | «Дмитрий Спешников» (нет в титрах)       |
| 2016      | с | Учитель в законе. Схватка                                                        | автоугонщик (нет в титрах)               |
| 2017      | с | Секретарша                                                                       | «Никита»                                 |
| 2018      | с | Синичка-2                                                                        | «Чаки», наркоман                         |
| 2020      | с | Волк                                                                             | «Жид»                                    |
| 2021      | ф | Пункт пропуска                                                                   | Тарас Комко                              |
| 2024      | ф | Чемодан Мосолова/Mosolov's Suitcase (США, Россия; в производстве)                | Александр Мосолов — главная роль         |

Киножурнал «Ералаш»

| Год  |   | Название                             | Роль               |
| ---- | - | ------------------------------------ | ------------------ |
| 2003 | ф | Выпуск № 157 (сюжет «Гипнотизёр»)    | Петров             |
| 2003 | ф | Выпуск № 162 (сюжет «Рыбак»)         | Кирилл             |
| 2004 | ф | Выпуск № 174 (сюжет «Телохранитель») | «Костыль», хулиган |
| 2005 | ф | Выпуск № 182 (сюжет «Врунометр»)     | ученик             |

## Телевидение
- 2 сентября 2007 года — участник игры «Самый умный» на канале «СТС».
- 31 августа 2008 года — ведущий (совместно с Аристархом Венесом) супервечеринки «РАНЕТКИ Mania», посвящённой новому сезону сериала «Ранетки» на канале СТС .
- С 7 сентября по 4 ноября 2008 года — ведущий (совместно с Аристархом Венесом) второго сезона шоу «СТС зажигает суперзвезду!» на канале СТС.
- С 25 октября по 20 декабря 2014 года — участник реалити-шоу «Дуэль» на телеканале «Россия-2».
- 27 ноября 2023 года — участник кулинарного шоу «Битва шефов» на телеканале «Пятница!». Был в команде Константина Ивлева и стал победителем, получив крупный денежный приз.